# Eriosema flexuosum
Eriosema flexuosum är en ärtväxtart som beskrevs av Pierre Staner. Eriosema flexuosum ingår i släktet Eriosema och familjen ärtväxter. Inga underarter finns listade i Catalogue of Life.